# Festival du cinéma ibéro-américain de Huelva

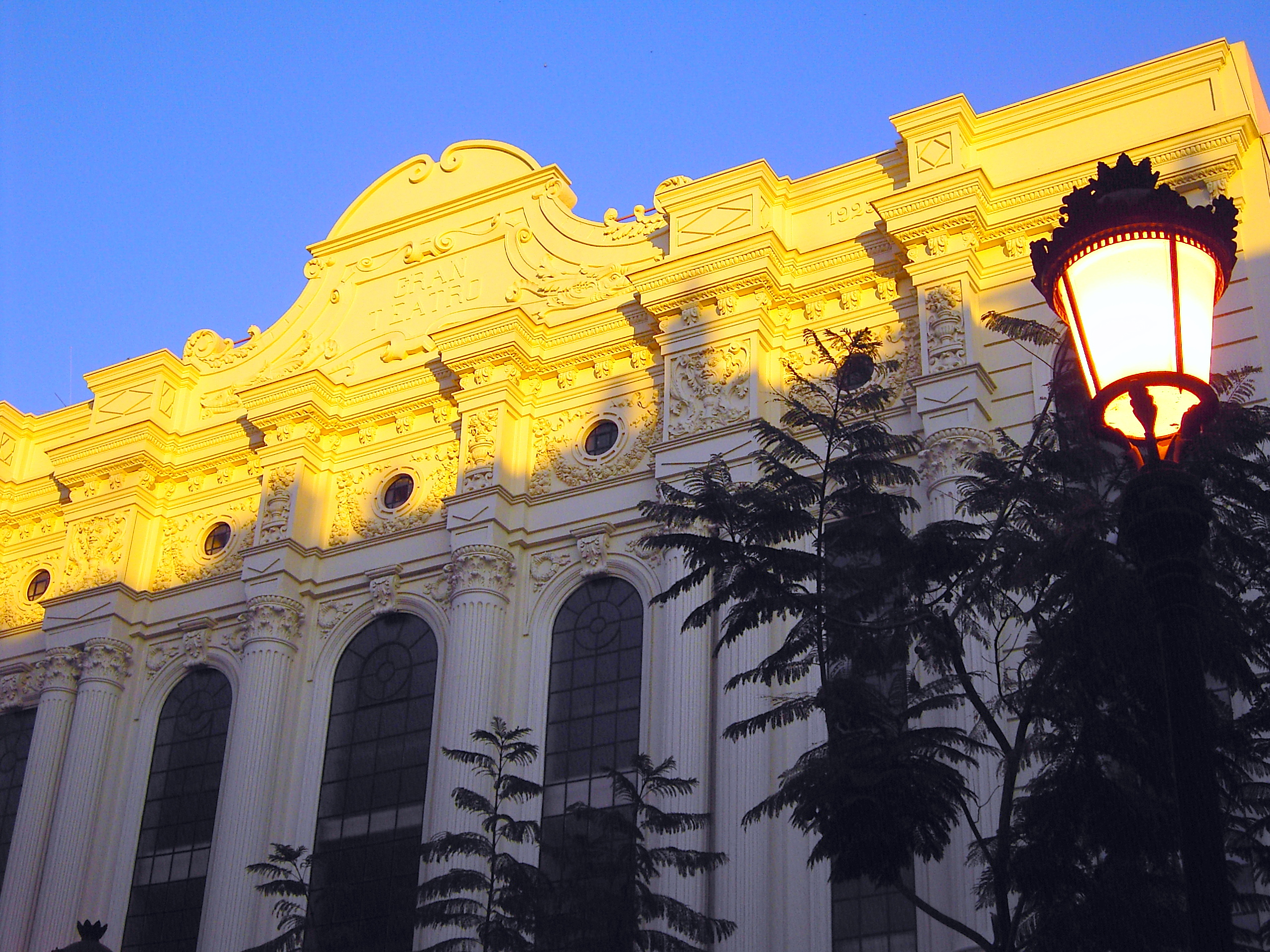
Gran Teatro de Huelva.

Le Festival du film ibéro-américain de Huelva (espagnol : Festival de Cine Iberoamericano de Huelva), organisé depuis 1975 à Huelva, en Espagne, est le plus ancien festival de films d'Europe consacré au cinéma ibéro-américain.
Lors des premières éditions, elle était connue sous le nom de Semana de Cine Iberoamericano (trad. Semaine du cinéma ibéro-américain). Le festival était à l'origine organisé par une entité privée, le Cine-Club Huelva. Lors de la création de la Fundación del Festival de Cine Iberoamericano de Huelva et la constitution du conseil d'administration qui a suivi, le festival est principalement financé par l'Ayuntamiento de Huelva (es), la Députation provinciale de Huelva, la Junte d'Andalousie et le Ministère espagnol de la Culture, ainsi qu'un certain nombre de donateurs privés.
Le festival est principalement financé par des fonds publics. Le grand prix est le « Colomb d'or » (Colón de Oro) du meilleur long métrage. D'autres récompenses incluent : le meilleur réalisateur, le meilleur rôle masculin, le meilleur rôle féminin, le meilleur scénario, la meilleure photographie et le meilleur court métrage.

## Gagnants duColón de Oro
- 1975 : Ya no basta con rezar d'Aldo Francia 1972 (Chili)[8]
- 1976 : La Dernière Cène (La última cena) de Tomás Gutiérrez Alea (Cuba) et Los traidores de Grupo Cine de la Base (Argentine)[8],[9]
- 1977 : Cantata de Chile de Humberto Solás 1975 (Cuba)[10]
- 1978 : Pluies d'été (Chuvas de Verão) de Carlos Diegues (Brésil) et Serenata a la luz de la luna de Carles Jover et Josep Salgot (Espagne)[8]
- 1979 : Julio comienza en julio de Silvio Caiozzi (Chili)[8]
- 1980 : A culpa de António Victorino d'Almeida (Portugal) et La viuda de Montiel de Miguel Littín (Mexique)[8]
- 1981 : Cerromaior de Luís Filipe Rocha (Portugal)[8]
- 1982 : Últimos días de la víctima d'Adolfo Aristarain (Argentine)[8]
- 1983 : Ardiente paciencia d'Antonio Skármeta (Chili)[8]
- 1984 : Asesinato en el Senado de la Nación de Juan José Jusid et Los chicos de la guerra de Bebe Kamin (Argentine)[8]
- 1985 : El Rigor del destino de Gerardo Vallejo (Argentine)[8]
- 1986 : Pauvre Papillon (Pobre mariposa) de Raúl de la Torre (Argentine)[8]
- 1987 : Bésame mucho de Francisco Ramalho (Brésil)[8]
- 1988 : A mulher do próximo de José Fonseca e Costa (Portugal)[8]
- 1989 : Juliana de Fernando Espinosa et Alejandro Legaspi (Pérou)[6]
- 1990 : Después de la tormenta (es) de Tristán Bauer (Argentine)[6]
- 1991 : Las tumbas de Javier Torre (Espagne)[6]
- 1992 : Adorables mentiras de Gerardo Chijona (Cuba) et El beso del sueño de Rafael Moreno Alba (Espagne)[8]
- 1993 : La Stratégie de l'escargot (La estrategia del caracol) de Sergio Cabrera (Colombie)[11]
- 1994 : Queen and King (Reina y Rey) de Julio García Espinosa (Cuba)[12]
- 1995 : Sicario de José Ramón Novoa (Venezuela)[13]
- 1996 : Como un relámpago de Miguel Hermoso (Espagne)[8]
- 1997 : Como Nascem os Anjos de Murillo Salles (Brésil)[8]
- 1998 : Treason (Traição) d'Arthur Fortes, Claudio Torres et José Enrique Fonseca (Brésil)[8]
- 1999 : Garage Olimpo de Marco Bechis (Argentine)[14]
- 2000 : Coronación de Silvio Caiozzi (Chili)[15]
- 2001 : Putain de vie (En la puta vida) de Beatriz Flores Silva (Uruguay)[16]
- 2002 : Madame Satã de Karim Aïnouz (Brésil)[17]
- 2003 : A Trip to the Seaside (El viaje hacia el mar) de Guillermo Casanova (Uruguay)[18]
- 2004 : Whisky de Juan Pablo Rebella et Pablo Stoll (Uruguay)[19]
- 2005 : Bahia, ville basse (Cidade Baixa) de Sérgio Machado (Brésil)[20]
- 2006 : Le Violon (El violín) de Francisco Vargas (Mexique)[21]
- 2007 : Lumière silencieuse (Luz silenciosa) de Carlos Reygadas (Mexique)[22]
- 2008 : La buena vida de Andrés Wood (Chili)[23]
- 2009 : La nana de Sebastián Silva (Chili)[24]
- 2010 : Hermano de Marcel Rasquin (Venezuela)[25]
- 2011 : Eu Receberia as Piores Notícias dos Seus Lindos Lábios de Beto Brant et Renato Ciasca (Brésil)[26]
- 2012 : Enfance clandestine de Benjamín Ávila[27]
- 2013 : Workers de José Luis Valle (Mexique)[28]
- 2014 : Zanahoria de Enrique Buchichio (Uruguay/Argentine)[29]
- 2015 : Magallanes  de Salvador del Solar (Pérou, Argentine, Espagne)
- 2016 : Pizarro  de Simón Hernández (Colombie)
- 2017 : La Fiancée du désert (La novia del desierto) de Cecilia Atán et Valeria Pivato (Argentine, Chili)[30]
- 2018 : Miriam miente  de Natalia Cabral et Oriol Estrada (République dominicaine, Espagne)[31]
- 2019 : Canción sin nombre  de Melina León (Espagne, Pérou)
- 2020 : Planta permanente  de Ezequiel Radusky (Argentine, Uruguay)
- 2021 : El otro Tom  de Rodrigo Plá et Laura Santullo (Mexique, États-Unis)
- 2022 : Blanquita  de Fernando Guzzoni (Chili)
- 2023 : Valentina o la serenidad  d'Ángeles Cruz (Mexique)